# Погребов, Игорь Сергеевич
Игорь Сергеевич По́гребов (1922—2007) — советский и российский инженер-электрофизик, специалист в области экспериментальной ядерной физики, доктор технических наук (1988); дважды лауреат Государственной премии СССР (1953, 1985).

## Биография
Родился 15 июня 1922 года в городе Старая Русса (ныне Новгородская область).
С 1941 года — участник Великой Отечественной войны — в народном ополчении города Ленинграда, был ранен. С 1942 года сержант — командир отделения 37-го отдельного дорожно-эксплуатационного батальона 2-го Прибалтийского фронта.
С 1950 года после окончания ЛЭТИ имени В. И. Ленина — был направлен в город Дубна и назначен инженером-электрофизиком, с 1954 года — научным сотрудником Гидротехнической лаборатории Академии наук СССР.
С 1955 года направлен в закрытый город Челябинск-70 — начальник группы, с 1958 года — начальник Лаборатории нейтронно-физических и модельных измерений, с 1960 года — заместитель начальника, с 1978 года начальник Отделения экспериментальной физики, с 1988 года — ведущий научный сотрудник Всероссийского научно-исследовательского института технической физики (ВНИИТФ), под руководством и при непосредственном участии И. С. Погребова был проведён комплекс нейтронно-физических исследований и измерений с элементами ядерных зарядов, получили развитие работы по созданию импульсных исследовательских ядерных реакторов с металлической активной зоной, участник испытаний ядерного оружия.
С 2006 года на пенсии. Умер 15 июня 2007 года, похоронен в Снежинске.

## Награды
Источники:

### Ордена
- орден Трудового Красного Знамени (1984)
- орден Отечественной войны I степени (1985)

### Премии
- Сталинская премия третьей степени (1953) — за ядерно-физические исследования, связанные с разработкой и испытанием изделия РДС-6с
- Государственная премия СССР (1985)

### Медали
- Медаль «За отвагу» (1944)
- Медаль «За оборону Ленинграда» (1944)